# Classe Leipzig
La classe Leipzig fu una classe di incrociatori leggeri della Kriegsmarine tedesca, composta da due unità entrate in servizio tra il 1931 e il 1935; le due unità differivano l'una dall'altra per alcune caratteristiche, tanto che alcuni autori le considerano come unità separate e non come parte di un'unica classe.
Costruiti originariamente per la Reichsmarine, i due incrociatori (Leipzig e Nürnberg) passarono alla Kriegsmarine e parteciparono alla seconda guerra mondiale operando principalmente nel teatro del mar Baltico; sopravvissuti entrambi alla guerra, il Leipzig fu demolito nel 1946 a causa del pessimo stato di manutenzione in cui versava mentre il Nürnberg fu acquisito come preda bellica dall'Unione Sovietica, servendo con la Flotta del Baltico sotto il nome di Admiral Makarov fino alla sua radiazione nel 1960.

## Il progetto

### Caratteristiche generali
A causa di una serie di modifiche effettuate sul progetto originario, le due unità differivano sotto diversi aspetti tanto che vari storici navali tendono a classificarle come navi singole piuttosto che come parte di un'unica classe. Il Leipzig aveva uno scafo lungo 165,8 metri alla linea di galleggiamento e 177 metri fuori tutto, con una larghezza di 16,3 metri e un pescaggio di 5,69 metri; il dislocamento standard era di 6.820 tonnellate e quello con l'unità a pieno carico di combattimento di 8.100 tonnellate. Il Nürnberg risultava leggermente più grande, con uno scafo lungo 170 metri alla linea di galleggiamento e 181,3 metri fuori tutto, una larghezza di 16,3 metri e un pescaggio di 5,74 metri; il dislocamento standard dell'unità era di 8.060 tonnellate mentre quello a pieno carico saliva a 9.040 tonnellate.
Lo scafo era suddiviso in quattordici compartimenti stagni e presentava un doppiofondo per l'83% della lunghezza della chiglia; entrambe le unità disponevano di controcarene anti-siluro e di bulbi di prua. Lo scafo di entrambe le unità era realizzato con longheroni d'acciaio longitudinali, più del 90% dei quali erano saldati invece che rivettati al fine di risparmiare peso. Il Nürnberg aveva una grossa sovrastruttura a blocco a prua, mentre il Leipzig aveva una sistemazione più ridotta simile a quella delle precedenti unità della classe Königsberg; entrambe le unità avevano un unico massiccio fumaiolo, attorno al quale il solo Nürnberg aveva una piattaforma per un riflettore di scoperta.
Il Leipzig aveva inizialmente un equipaggio di 26 ufficiali e 508 sottufficiali e marinai, ma più avanti esso fu incrementato fino a 30 ufficiali e 628 sottufficiali e marinai; la nave aveva anche posto per ulteriori 6 ufficiali e 20 sottufficiali e marinai nel caso fosse impegnata come nave ammiraglia. Il Nürnberg‍  aveva di progetto un equipaggio di 25 ufficiali e 648 sottufficiali e marinai, incrementato nel corso della sua carriera fino a 26 ufficiali e 870 sottufficiali e marinai. Le dotazioni di entrambe le unità comprendevano due scialuppe di picchetto, due chiatte, due lance e due cutter.
Entrambe le unità imbarcavano una catapulta per aerei, una gru di recupero e una coppia di idrovolanti da ricognizione Heinkel He 60, rimpiazzati poi da altrettanti Arado Ar 196 nel 1939; sul Leipzig la catapulta era collocata in mezzo tra il fumaiolo e la sovrastruttura di prua, nel Nürnberg‍  si trovava dietro al fumaiolo.

### Propulsione

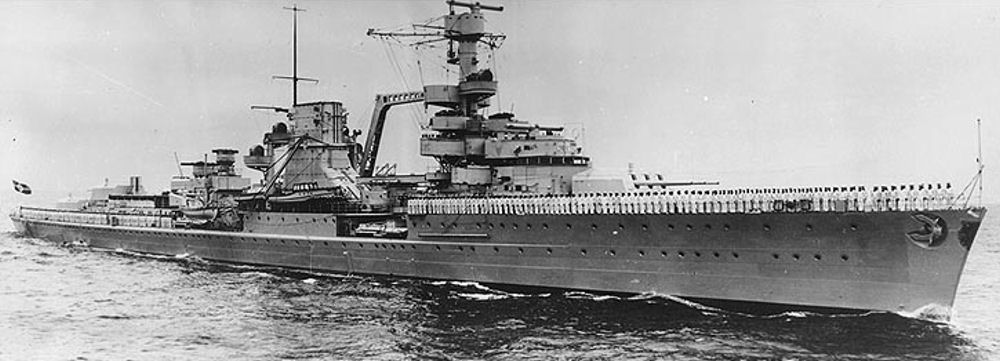
Il Leipzig in navigazione nel 1936

L'apparato propulsivo di entrambe le unità era basato su due turbine a vapore della Deutsche Werke o della Germaniawerft, e su quattro motori diesel a sette cilindri a doppia azione della MAN; il vapore per le turbine era fornito da sei caldaie alimentate a petrolio. Le turbine garantivano una potenza di 60.000 shp (45.000 kW) e i motori diesel altri 12.400 shp (9.200 kW); il sistema propulsivo garantiva una velocità massima di 32 nodi (59 km/h), per un'autonomia di 3.900 miglia nautiche a 10 nodi (7.200 km a 19 km/h) usando solo i diesel, di 2.800 miglia nautiche a 16,45 nodi (5.200 km a 30,6 km/h) usando solo le turbine.
Sul Leipzig l'energia elettrica era fornita da tre turbo generatori ciascuno della capacità di 180 kW e un generatore diesel da 180 kW, garantendo un totale di 1.080 kW a 220 volt; il Nürnberg aveva due turbo generatori da 300 kW e due generatori diesel da 350 kW, per un totale di 1.300 kW a 220 volt.
Lo sterzo era controllato da un unico timone equilibrato, che garantiva alle unità un'eccellente manovrabilità; il timone era aumentato con uno speciale sistema di sterzo sulle trasmissioni del motore, con ingranaggi che potevano guidare metà dei motori a poppa e metà a prua consentendo una virata ad angolo più acuto. Le navi tendevano a scarrocciare in condizioni di forte vento e avevano una cattiva manovrabilità a basse velocità, un effetto molto più pronunciato sul Nürnberg a causa della sua grossa sovrastruttura.

### Armamento e protezione

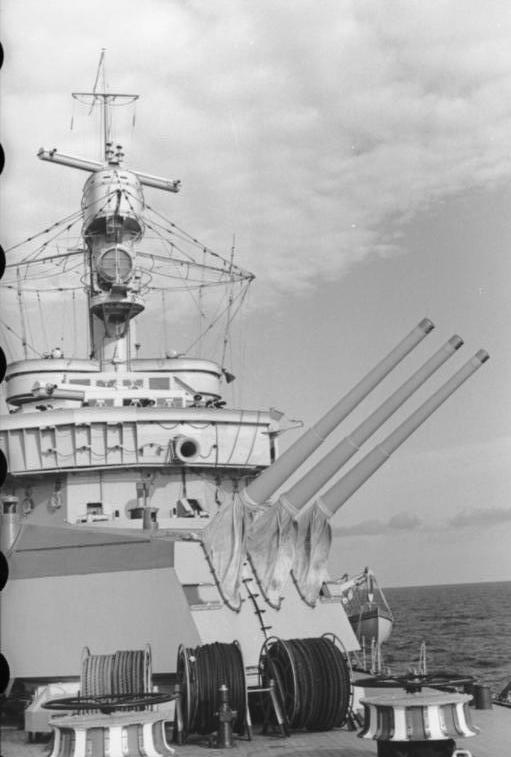
Una delle torri triple da 15 cm del Nürnberg

Entrambe le unità erano armate con nove cannoni da 15 cm SK C/25 montati in tre torri triple allineate lungo l'asse centrale dello scafo, una a prua e due a poppa sovrapposte; ogni cannone disponeva di una riserva di 120-166 colpi per pezzo, per un totale di 1.080-1.500 colpi da 15 cm. Alla costruzione, il Leipzig aveva solo un leggero armamento antiaereo basato su due cannoni 8,8 cm SK L/45 montati in un'installazione binata posta a poppa, con una riserva di 800 colpi; Nürnberg fu costruito già con un armamento antiaereo molto più pesante, basato su otto pezzi da 8,8 cm in quattro impianti binati a centro nave oltre a otto cannoni da 3,7 cm SK C/30 e otto mitragliere da 2 cm FlaK. Completavano l'armamento quattro impianti tripli di tubi lanciasiluri (da 500 mm sul Leipzig, da 533 mm sul Nürnberg) e 120 mine navali.
Il Leipzg era fornito di una corazzatura cementata Krupp, mentre il Nürnberg ricevette una corazzatura realizzata con il nuovo acciaio Wotan. Entrambe le unità avevano un ponte corazzato spesso 30 mm e una cintura corazzata spessa 50 mm, uguale a quella dei Königsberg ma maggiormente inclinata onde garantire una maggiore protezione; l'armatura inclinata che collegava il ponte con la cintura era spessa 25 mm. La torre di comando aveva fiancate corazzate spesse 100 mm e un tetto corazzato di 50 mm; le torri d'artiglieria erano protette da 80 mm di corazzata sulle facciate, da 35 mm sui fianchi e da 32 mm sul tetto, mentre le barbette erano protette da 60 mm di placcatura d'acciaio.

### Modifiche successive

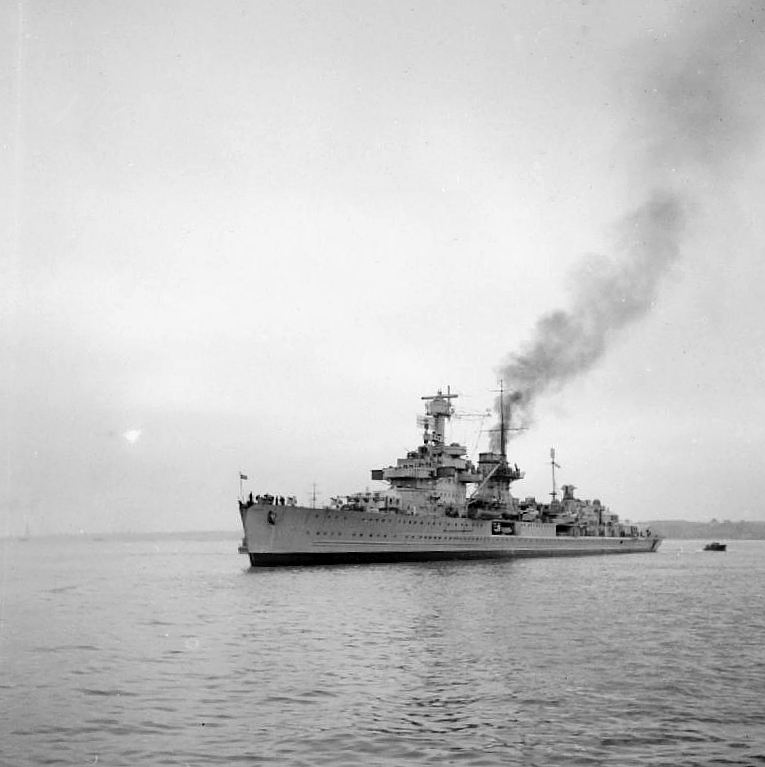
Il Nürnberg a Kiel nel 1946

Entrambe le unità subirono varie modifiche una volta in servizio. Allo scoppio della guerra entrambe furono dotate di sistemi di demagnetizzazione per proteggerle dalle mine ad attivazione magnetica; il Leipzig si vide rimuovere le sue sistemazioni per gli idrovolanti e metà dei tubi lanciasiluri nel 1941, una soluzione adottata anche sul Nürnberg l'anno dopo. Entrambe le unità ricevettero degli apparati radar: nel marzo 1941 il Nürnberg fu equipaggiato prima con un apparato FuMO 21 e poi, all'inizio del 1942, con un FuMO 25, poi rimpiazzati con modelli più aggiornati più avanti nel conflitto oltre che con un'apparecchiatura di rilevamento radar Metox; il Leipzig ricevette un impianto FuMO 24/25 nel 1943.
L'armamento antiaereo del Leipzig fu potenziato nel 1934 con l'aggiunta di due ulteriori pezzi da 8,8 cm, seguiti da un'ulteriore coppia più tardi; all'inizio del 1941 furono aggiunti otto cannoni da 3,7 cm e quattordici mitragliere da 2 cm, ma dopo il 1944, vista la riduzione dell'unità al ruolo di nave scuola, l'armamento antiaereo fu ridotto a solo otto mitragliere da 2 cm. Il Nürnberg ricevette nel tardo 1942 una coppia di mitragliere quadruple da 2 cm dell'esercito, mentre nel maggio 1944 furono aggiunti due cannoni Bofors 40 mm; nel dicembre 1944 fu progettata l'aggiunta di otto nuovi pezzi 3,7 cm FlaK e dieci impianti binati da 2 cm, ma la situazione bellica della Germania all'epoca impedì che tali modifiche fossero implementate.

## Unità
| Nome     | Impostazione   | Cantiere                           | Varo            | Entrata in servizio | Destino finale                                     |
| -------- | -------------- | ---------------------------------- | --------------- | ------------------- | -------------------------------------------------- |
| Leipzig  | 28 aprile 1928 | Kriegsmarinewerft di Wilhelmshaven | 10 ottobre 1929 | 8 ottobre 1931      | radiato e avviato alla demolizione nel luglio 1946 |
| Nürnberg | 1933           | Deutsche Werke di Kiel             | 6 dicembre 1934 | 2 novembre 1935     | radiato e avviato alla demolizione nel 1960        |